# Heinrich Plaza
Heinrich Plaza (ur. 10 lipca 1912, zm. 20 lutego 1968) – zbrodniarz hitlerowski, lekarz SS pełniący służbę w obozach koncentracyjnych i SS-Hauptsturmführer.
Urodził się w Hultschin. Był doktorem medycyny i członkiem SS o nr identyfikacyjnym 352 853. W czasie II wojny światowej pełnił służbę jako lekarz w obozach Auschwitz-Birkenau, Dachau, Mittelbau-Dora (Nordhausen), Buchenwald (asystował tu naczelnemu lekarzowi obozowemu Waldemarowi Hovenowi w eksterminacji więźniów zastrzykami z ewipanu sodowego), Natzweiler-Struthof i Stutthof (w tym ostatnim obozie przebywał od 11 stycznia 1945 do kwietnia 1945). Plaza był odpowiedzialny za opiekę sanitarną nad całością ewakuacji obozu w Stutthofie.  
Po zakończeniu wojny początkowo był niepokojony, ale w 1954 francuski Trybunał Wojskowy skazał go in absentia na karę śmierci. W 1958 również władze zachodnioniemieckie wszczęły przeciwko niemu śledztwo. Plaza był jednak już wówczas chory na stwardnienie rozsiane i niezdolny do poruszania się. Śledztwo umorzono w lipcu 1958. 